# José Luis Vallarta Marrón
José Luis Vallarta Marrón (* 1939) ist ein ehemaliger mexikanischer Botschafter.

## Leben
Er schloss 1956 ein Rechtswissenschaftsstudium an der Universidad Nacional Autónoma de México ab. 
2004 wurde er Seniorstudent.

## Veröffentlichungen
- La nacionalidad mexicana de origen. 1965.

| Vorgänger                     | Amt | Nachfolger                        |
| ----------------------------- | --- | --------------------------------- |
| Susana Ávila Castelazo        | mexikanischer Vertreter bei der Organisation Amerikanischer Staaten in Washington 28. Juli 1982 bis 26. März 1988 | Eusebio Antonio de Icaza González |
| Arturo González Sánchez       | mexikanischer Botschafter in Warschau 31. Juli 1990 bis 8. Juni 1995                                              | José Gabriel Newman Valenzuela    |
| Tadeusz Bachleda Curus, Polen | Vorsitzender der Internationalen Meeresbodenbehörde 1999 bis 2000                                                 | Liesbeth Lijnzaad, Niederlande    |